# 腺毛阴行草
腺毛阴行草（学名：Siphonostegia laeta）为玄参科阴行草属下的一个种。

## 扩展阅读
- 維基物種上的相關：腺毛阴行草